# شويو-إن (حديقة)
الشويو-إن (逍遥園) هي حديقة يابانية تقع في نِيكّو في محافظة توتشيغي.

## الموقع
تقع الشويو-إن مقابل مدخل المبنى الرئيسي (سانبوتسودو) لمعبد رينّو، وهو معبد بوذي في مدينة نِيكّو.

## تاريخ
تم إنشاء حديقة شويو في بداية عهد إيدو (1603-1868). على الرغم من إعادة رسمه جزئيا في أوائل التاسع عشر، وتظل هذه الحديقة نموذجية لحدائق التنزه والتمشي في فترة إيدو.
تم تصميم الشويو-إن استنادًا إلى موضوع الفن الياباني التقليدي: ثمانية مناظر لأُومي، وهو تمثيل فني لأجمل المناظر المحيطة ببحيرة بيوا، الواقعة في محافظة شيغا.

تحتوي الحديقة على بركة من أسماك الكارب ومقهى شاي وفوانيس حجرية وجسر حجري والعديد من القياقب اليابانية. 

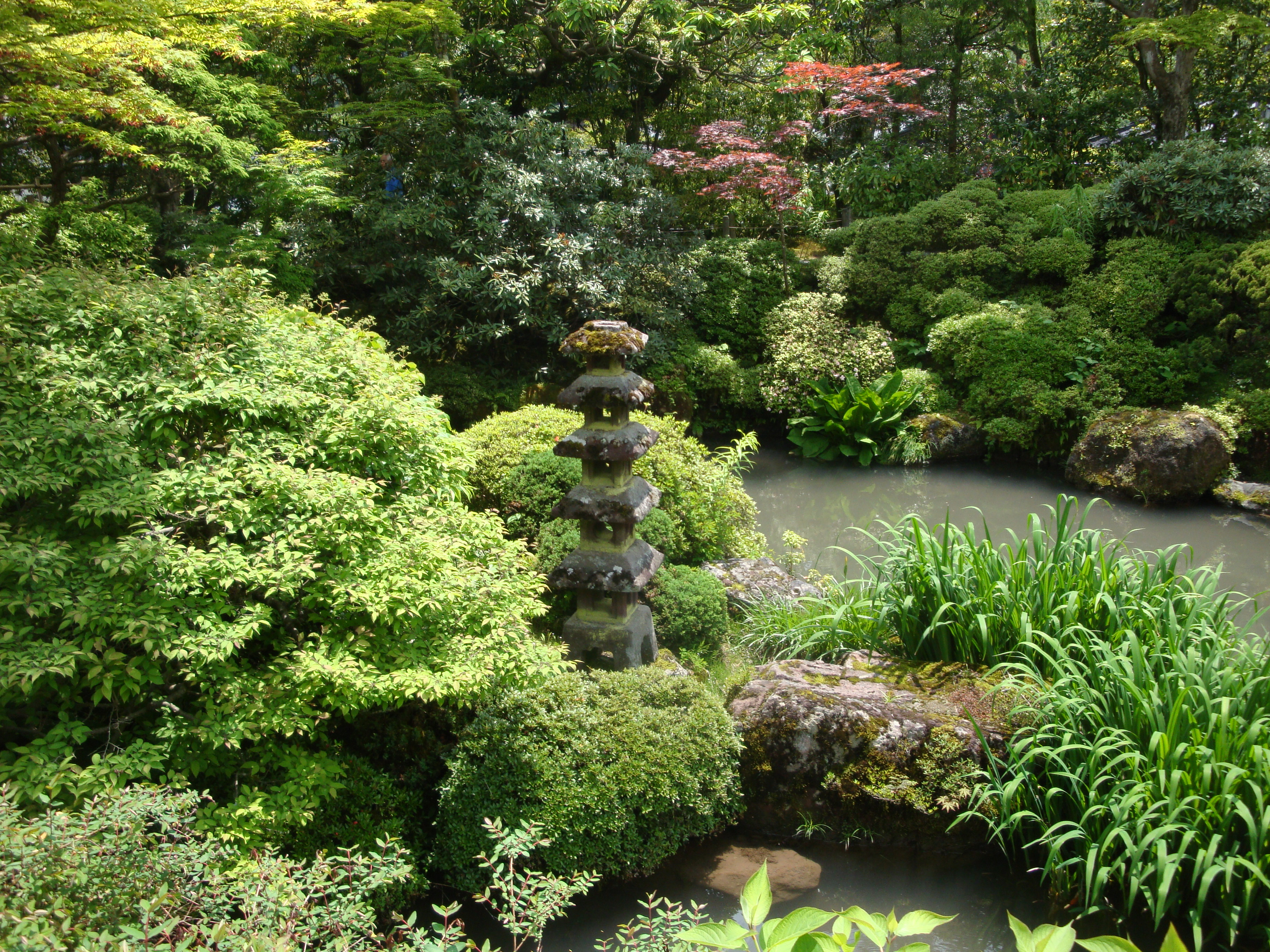
باغودا من الحجر
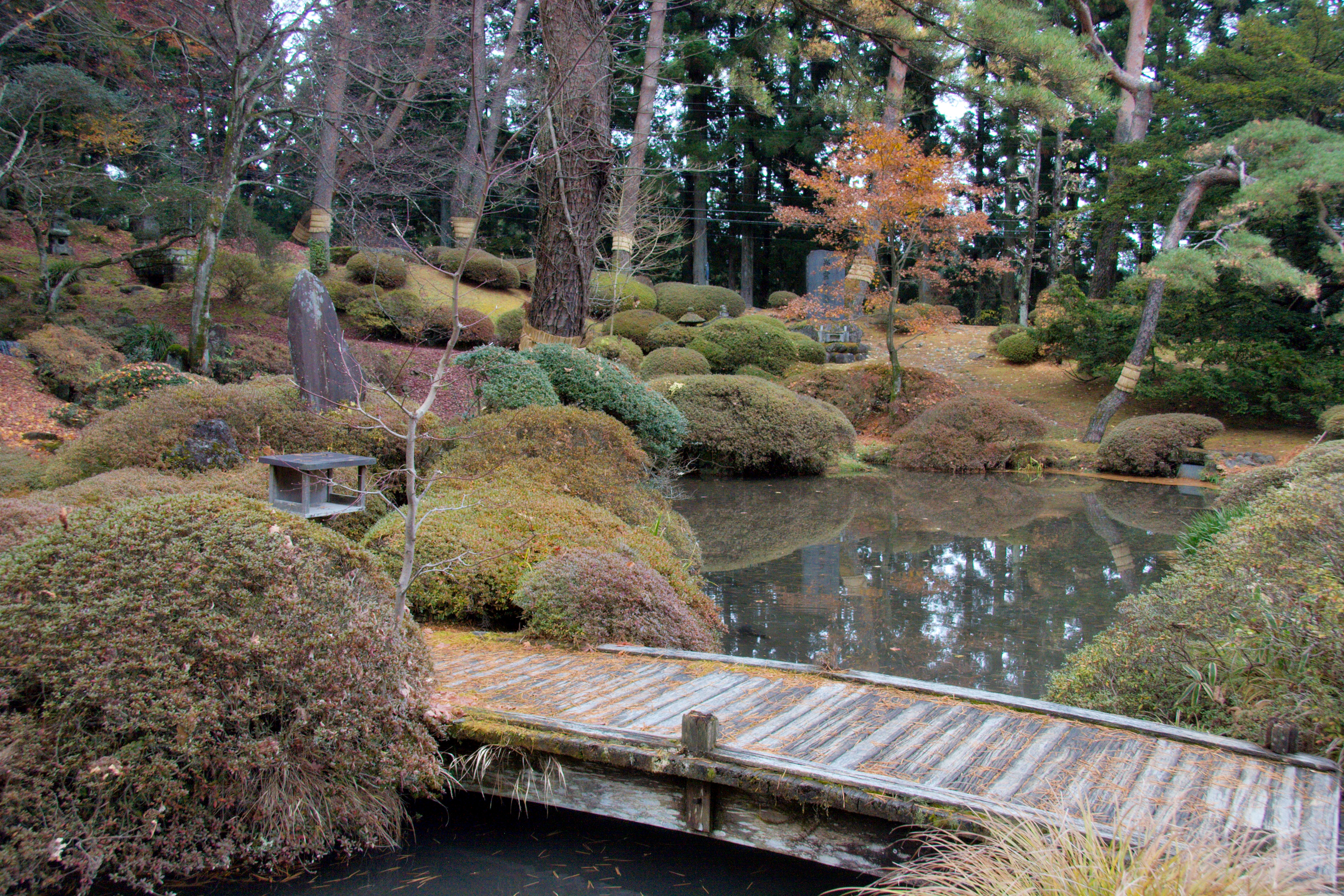
جسر خشبي
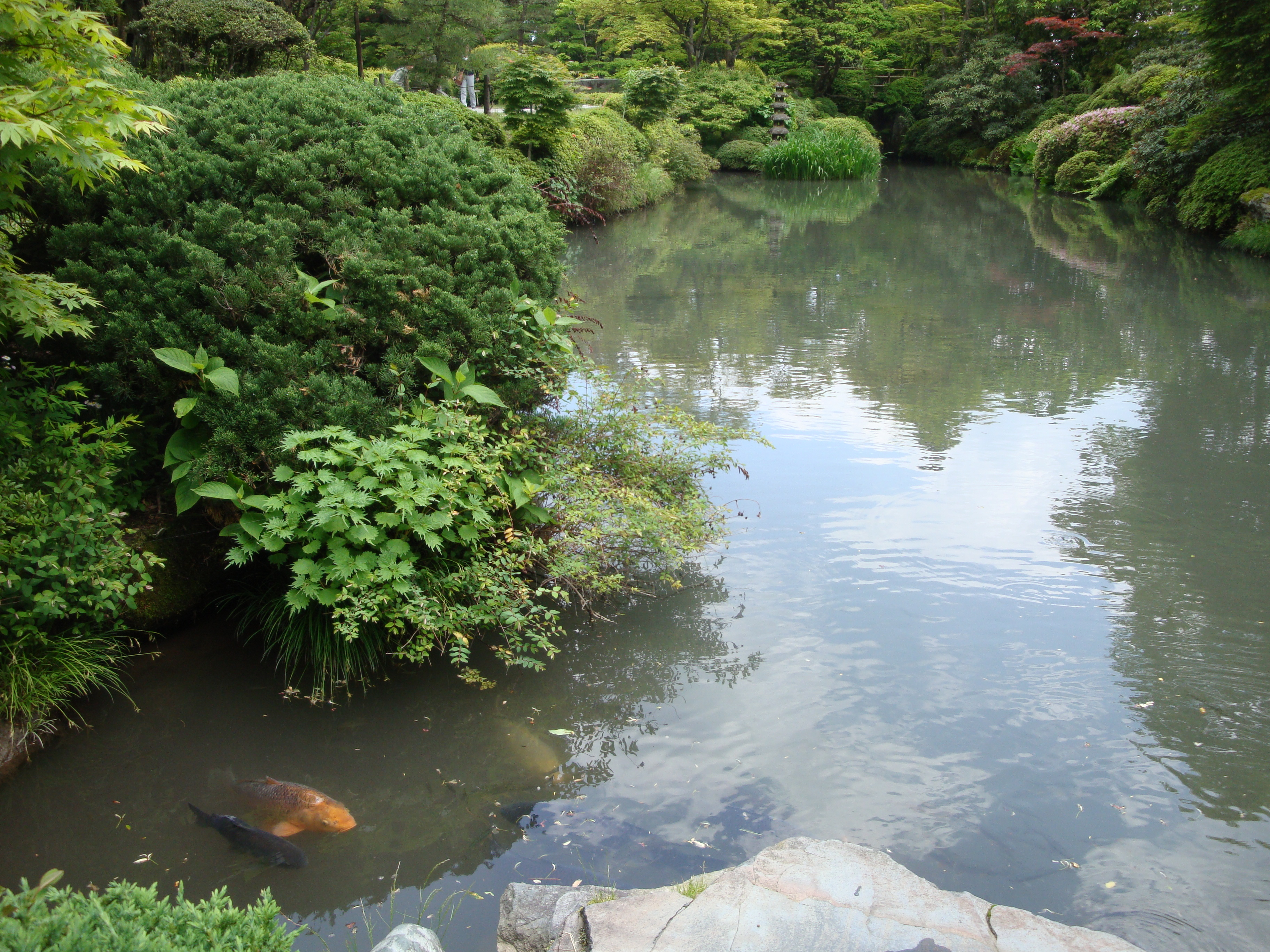
بركة لأسماك الكارب.
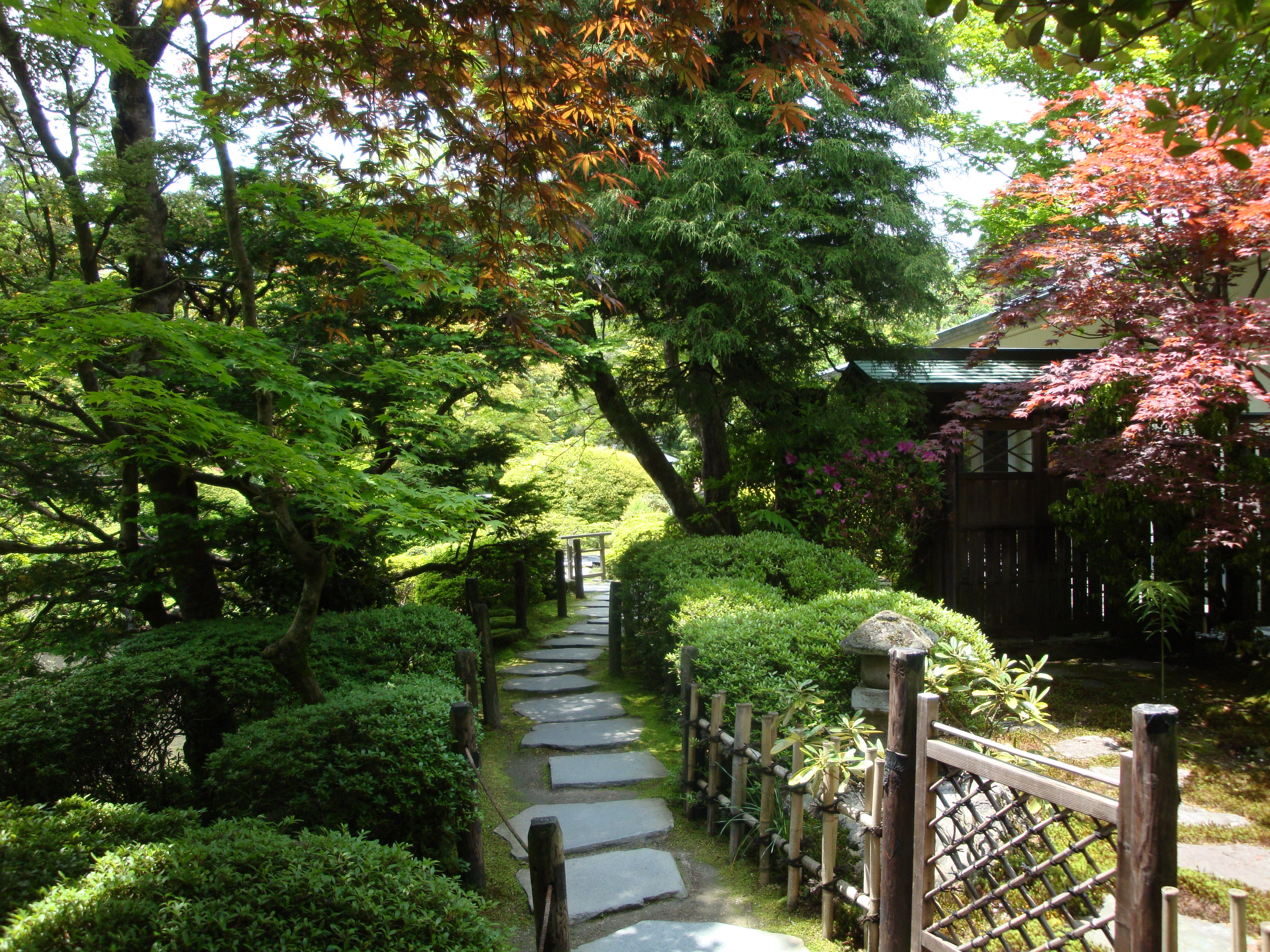
زقاق.

## روابط خارجية
- الموقع الرسمي
.